# Raúl Fernando Sendic Rodríguez
Raúl Fernando Sendic Rodríguez (* 29. srpna 1962, Paysandú) je uruguayský politik, který se stal viceprezidentem Uruguaye 1. března 2015.
Sendicovým otcem je Raúl Sendic, uruguayský vůdce hnutí Tupamaros. Sendic studoval na Kubě a později pracoval jako novinář.
V letech 2009–2010 působil jako ministr průmyslu za prezidenta Uruguaye Tabaré Vázqueze.
1. března 2015 nastoupil do funkce viceprezidenta Uruguaye, poté co byl zvolen v roce 2014 po boku Tabaré Vázqueze, který tím začal svůj druhý prezidentský mandát.